# Tjock och lycklig
Tjock och lycklig är ett musikalbum av den sverigefinske artisten Markoolio. Albumet lanserades den 19 november 2001.

## Låtlista
1. Arga leken (med Kristian Luuk) - 1:02
2. Rocka på! Markoolio vs. The Boppers - 3:02
3. Humpa Dumpa dryck - 3:14
4. Lumparpolare? (med Mikael Persbrandt) - 1:34
5. Jag orkar inte mer - 3:48
6. Vi ska vinna! (med Excellence) - 3:04
7. Båtlåten - 3:14
8. Markooliodansen - 3:07
9. Sjung Halleluja! - 3:58
10. Pojkband (med Martin Dahlin & Magnus Hedman) - 2:31
11. Hoppa upp & ner! - 3:26
12. Vem vill inte bli miljonär? - 3:36
13. Big bang! (med Robert Aschberg) - 0:48
14. Varför finns jag? - 3:00
15. Aldrig mer - 4:04
16. Låt mig få sova! - 3:48
17. Utelistan (med Fredrik Virtanen) - 1:41
18. Bonusspår - Nödrimstarzan

## Övrigt
- I låten Aldrig mer används samma musik som i Earth, Wind & Fires låt Let's Groove
- Låten Hoppa Upp Och Ner! är uppbyggd av samma musik som Backstreet Boys låt Larger Than Life

## Listplaceringar
| Lista (2001-2002) | Topplacering |
| ----------------- | ------------ |
| Sverige           | 1            |